# Río Santa Rosa (Purús)
El río Santa Rosa es un curso de agua dulce que desde su nacimiento define la frontera entre Perú y Brasil, y entre el departamento peruano de Ucayali y el estado brasileño de Acre. En seguida, fluye por corta distancia hacia el noreste, a lo largo del límite del Bosque nacional de Santa Rosa dos Purus, hasta que desemboca en el río Purús, en frente a Santa Rosa do Purus.